# Mouvement des citoyens du Reich

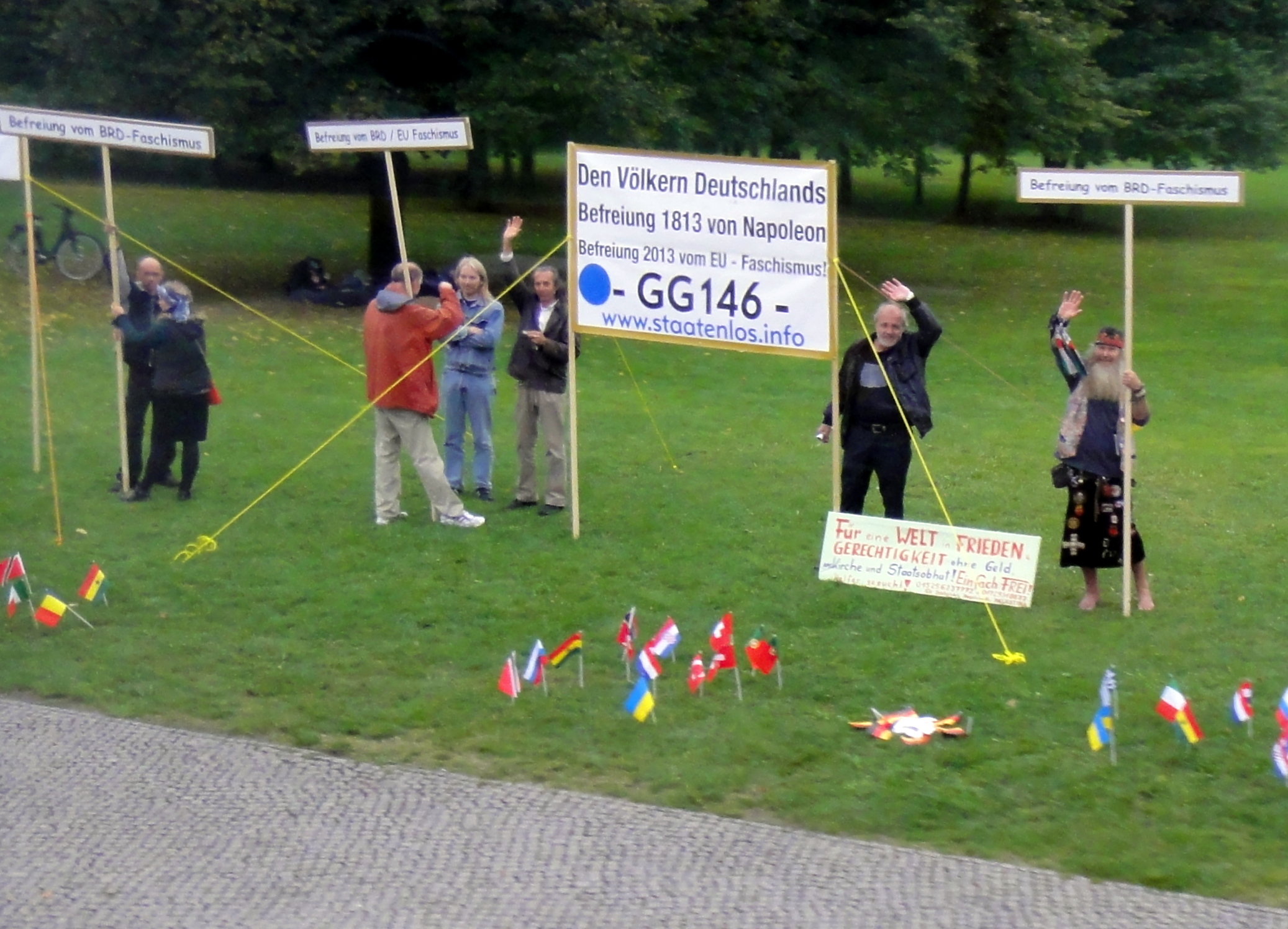
Manifestation de « citoyens du Reich » en référence à l'article 146 de la Constitution, devant le bâtiment du Reichstag à Berlin en 2013.

Le mouvement des citoyens du Reich (en allemand : Reichsbürgerbewegung) désigne plusieurs groupes dispersés et sectaires de théoriciens du complot et d'extrême droite en Allemagne, qui se décrivent « citoyens du Reich » (en allemand : Reichsbürger), « gouvernement du Reich », « ressortissants de l'État libre de Prusse » ou encore « personnes naturelles ». Apparus dans les années 1980, ils se renforcent depuis les années 2010.
Leur idéologie comprend le rejet de la démocratie et souvent la négation de l'Holocauste. Leurs partisans considèrent, contrairement à la jurisprudence et la doctrine majoritaire, que le Reich allemand (Deutsches Reich) continuerait d'exister, mais pas sous la forme actuelle de la République fédérale allemande (Bundesrepublik Deutschland). Selon eux, l'Empire allemand dans ses frontières de 1937 (ou de 1914) serait représenté par un gouvernement par intérim (kommissarische Reichsregierung - KRR) dont la composition diffère selon les groupes, chacun s'en attribuant la légitimité. Le mouvement des citoyens du Reich est pour cette raison aussi connu comme « la scène KRR » ou « la scène des idéologues du Reich ».
Des groupes aux idéologies semblables existent dans d'autres pays, à commencer par les États-Unis avec les citoyens souverains, les pays du Commonwealth avec les Freemen on the land ou One People's Public Trust (de), ce dernier étant actif dans les pays germanophones, et particulièrement en Autriche.
En 2021, l'office fédéral de protection de la Constitution (BfV) estime leur nombre à plus de 21 000, dont environ un millier jugé susceptible de commettre des violences de nature terroriste. Le cerveau présumé est l'aristocrate Henri XIII Reuss.

## Théories et argumentation
Les théories du complot du mouvement des citoyens du Reich ont pour principe fondamental[réf. nécessaire] que l'Empire allemand, selon le droit international, s'est perpétué jusqu'à nos jours indépendamment de l'existence de l'État fédéral allemand actuel (Bundesrepublik Deutschland), la Constitution de Weimar n'ayant jamais été abolie, ni par les nazis, ni par les puissances alliées à la fin de la Seconde Guerre mondiale. Selon cette théorie, l'État fédéral serait donc illégal à la fois sur le plan du droit international et constitutionnel, et son existence nulle de jure. L'Empire allemand est non seulement toujours existant sur le plan légal, mais dispose également d'un gouvernement par intérim (kommissarische Reichsregierung) qui, bien qu'actuellement dépourvu de la puissance publique, remplit légalement les rôles de gouvernement et de fonction publique pour l'Allemagne[réf. nécessaire].
En conséquence, les partisans du mouvement des citoyens du Reich affirment que la République fédérale allemande ne serait qu'une « société à responsabilité limitée » implantée en Allemagne (BRiD GmbH, ou Deutschland GmbH,), une entreprise dont les citoyens seraient les « employés ». De même, l'Empire allemand se trouverait toujours en guerre et sous occupation alliée, ce que démontreraient la présence de bases militaires étrangères sur sol allemand, l'article 120 de la Constitution et les articles de l'ONU considérant l'Allemagne comme une puissance ennemie. En conséquence, les lois et règlements de la République fédérale allemande, ainsi que la perception d'impôts, n'ont aucune validité légale. Les représentants du mouvement des citoyens du Reich cherchent en général l'abolition de la Constitution, en se basant sur son article 146. Cette revendication est également avancée par le NDP, qui voit dans la Constitution un « diktat des puissances victorieuses ».
Ces théories se fondent sur la question, déjà abordée avant la création des deux États allemands, de la succession juridique de l'Empire allemand. L'entrée de la République démocratique allemande dans la République fédérale allemande et le recouvrement de la pleine souveraineté n'ont pas provoqué la chute définitive de l'Empire allemand, ni la création d'un nouvel État (l'Allemagne unifiée), et la République fédérale allemande n'est pas identique à l'Empire allemand au regard du droit international.

## Projet de coup d'état et démantèlement de L'Union Patriotique
Le 16 octobre 2016, un policier meurt des suites de ses blessures lors d'une perquisition d'un Reichsbürger de 49 ans à Georgensmünd,. Plus tôt dans l'année, Adrian Ursache, ancien Mister Germany, avait déjà ouvert le feu sur les policiers du SEK venus l’expulser de sa maison à Reuden. Il nie toutefois son appartenance au mouvement.
Le 7 décembre 2022, la police allemande a démantelé un réseau armé d’extrême droite, L'Union Patriotique, faisant partie du mouvement des Reichsbürger. Plus de 700 pistolets, fusils, arbalètes, couteaux et machettes ont été saisis, ainsi que des gilets pare-balles, casques, menottes et jumelles de vision nocturne. Vingt-cinq des 52 individus se trouvant dans le collimateur de la justice pour leur potentielle appartenance à ce réseau ont été arrêtés, dans un coup de filet de plus de 130 perquisitions menées par 3 000 policiers dans dix Länder allemands, à Kitzbühel, en Autriche, et à Pérouse, en Italie.
En font partie notamment le prince et homme d'affaires Henri XIII de Reuss, la juge et ancienne députée du parti AfD Birgit Malsack-Winkemann, qui siégeait au Bundestag entre 2017 et 2021, un ancien conseiller municipal AfD, l'ex-colonel Maximilian Eder, un ex-commandant des parachutistes, Rüdiger von Pescatore (de). Depuis la fin novembre 2021 au moins, le réseau recrutait. Il ciblait surtout les policiers et les militaires, en poste ou en retraite.
L'Union Patriotique planifiait de détruire la démocratie allemande, pour restaurer le deuxième Empire Allemand, dans ses frontières de 1871. Dans ce but, un assaut armé du Bundestag (parlement fédéral) et une arrestation des membres du gouvernement étaient prévus. D'autre part, le groupe prévoyait de provoquer des blackouts, pour plonger le pays dans le chaos. La police, l'armée, et le peuple, devaient être appelés à soutenir ce coup d'état. Certains membres du réseau d’extrême droite voulaient même obtenir le soutien de la Russie. Selon le parquet fédéral, la compagne de l’aristocrate Henri XIII, d’origine russe, aurait pris des contacts dans ce sens avec le pays. Le prince lui-même se serait rendu une fois au consulat général de Russie à Leipzig.
Après le putsch, le prince Henri XIII de Reuss devait prendre le pouvoir, à la tête d'un « conseil » avec à ses cotés l'ancienne députée du parti AfD Birgit Malsack-Winkemann comme ministre, et Rüdiger von Pescatore qui dirigeait le bras militaire du groupe.
400 000 euros en liquide et l’équivalent de 6 millions d’euros en lingots d’or, qui devaient servir à mettre à exécution ce plan ont été découverts par la police. Établi lors de « réunions conspiratoires » entre les membres de l'Union Patriotique à un pavillon de chasse en Thuringe possédé par Henri XIII, on ne sait quand il était prévu de mettre ce plan à exécution, mais d’après la police, celui ci était particulièrement avancé et détaillé.
Le 22 mars 2023, les autorités allemandes ont mené un deuxième coup de filet national contre l'Union Patriotique, visant 19 personnes dans sept Länder et en Suisse. Parmi les 19 personnes perquisitionnées figurent cinq personnes suspectées d'appartenir au réseau des Citoyens du Reich. Les 14 autres sont pour l’instant considérées comme témoins. Plusieurs policiers et militaires actifs figureraient parmi elles.
Le 29 avril 2024, Reuss, ainsi que huit autres membres présumés, comparait devant la justice à Stuttgart, en Allemagne, pour un projet de coup d'État. Deux autres procès, à Francfort et Munich sont également prévu en 2024, pour juger au total 27 membres présumés. 
En mars 2025, 5 membres de l'Union patriotique sont condamnés à des peines allant de cinq ans et neuf mois à huit ans de prison pour leur rôle dans le complot. 

### Réactions
- Pour la ministre de l’intérieur Nancy Faeser (sociale-démocrate), il s’agit sans détour d’une « menace terroriste » contre l’État allemand. Elle affirme que « le plus grand danger pour l’État de droit et la démocratie n’est pas l’islamisme mais la violence d’extrême droite ». Pour lutter contre les violences d’extrême droite, elle envisage « avant tout un durcissement des règlements disciplinaires afin d’écarter des institutions officielles les fonctionnaires extrémistes – comme les policiers accusés actuellement » et « appelle à un durcissement de la législation sur les armes »[18].
- « Notre démocratie résistera à cette vague soupe brune répugnante ! » a réagi quant à lui Konstantin Kuhle (en), le chef du groupe parlementaire des libéraux (FDP)[réf. souhaitée].
- « Depuis l’attaque du Capitole, le 6 janvier 2021 à Washington, nous savons parfaitement que les discours antidémocratiques favorisent le passage à l’acte », a mis en garde Konstantin von Notz, porte-parole des écologistes au Parlement[19].
- La direction du parti AfD s’est montrée peu bavarde au sujet de ces arrestations. Ses chefs de file, Tino Chrupalla et Alice Weidel ont simplement affirmé « Nous condamnons ce type de projets et nous y opposons avec la plus grande fermeté »[réf. souhaitée].
- L’ambassade russe à Berlin a nié tout lien avec le mouvement des Reichsbürger allemands : « on n’entretient aucun contact avec des groupes terroristes »[réf. souhaitée].